# Паремський Юліан Мартинович
Юліан Мартинович Паремський (1906 — ?) — радянський військовий діяч, начальник штабу і начальник Управління прикордонних військ декількох прикордонних округів НКВС-МВС-КДБ СРСР, полковник.

## Біографія
Служив у прикордонних військах НКВС СРСР. Член ВКП(б).
У травні 1939 — січні 1942 р. — начальник штабу Управління прикордонних військ НКВС Казахського округу. У лютому 1942 — грудні 1944 р. — начальник штабу Управління прикордонних військ НКВС Забайкальського округу.
У грудні 1944 — вересні 1946 р. — начальник штабу Управління прикордонних військ НКВС-МВС Українського округу.
У листопаді 1946 — серпні 1950 р. — начальник Управління прикордонних військ МВС-МДБ Казахського округу.
У серпні 1950 — квітні 1953 р. — начальник Управління прикордонних військ МДБ-МВС Азербайджанського округу.
У квітні — червні 1953 р. — 1-й заступник начальника Управління прикордонних військ — начальник штабу УПВ МВС Закарпатського округу.
У вересні 1953 — березні 1954 р. — 1-й заступник начальника Управління прикордонних військ — начальник штабу УПВ МВС Українського округу. У березні — жовтні 1954 р. — заступник начальника Управління прикордонних військ МВС Південно-Західного округу.
У жовтні 1954 — серпні 1957 р. — помічник старшого радника КДБ при Міністерстві суспільної безпеки Китайської Народної Республіки із прикордонних військ.
У серпні 1957 — січні 1960 р. — 1-й заступник начальника Управління прикордонних військ — начальник штабу УПВ КДБ Східного округу. У січні — жовтні 1960 р. — виконувач обов'язки заступника начальника Оперативної групи прикордонних військ КДБ при Раді міністрів Казахської РСР.
9 листопада 1960 року був звільнений у запас за вислугою років.

## Звання
- полковник (1943)

## Нагороди
- ордени
- медалі